# Mündener Tunnel
Der Mündener Tunnel ist ein Eisenbahn-Tunnel der Schnellfahrstrecke Hannover–Würzburg bei Hann. Münden, im Streckenabschnitt zwischen Göttingen und Kassel-Wilhelmshöhe. Mit 10.525 m (Streckenkilometer 120,99 bis 131,50) Länge ist er der zweitlängste in Betrieb befindliche Eisenbahntunnel Deutschlands (nach dem Landrückentunnel) und der mit Abstand längste Tunnel in Niedersachsen.

## Geographische Lage
Der Mündener Tunnel befindet sich im südniedersächsischen Landkreis Göttingen. Im Nordwestteil des Kaufunger Walds, auf dem sich der Südteil des Naturparks Münden ausbreitet, liegt er zwischen den Weser-Quellflüssen Fulda im Westen und Werra im Osten. Der Tunnel ist unterhalb von Staatsforst Münden und Staatsforst Kattenbühl und des waldreichen südlichen Gebiets der Kleinstadt Hann. Münden und im Bereich der Nachbargemeinde Staufenberg angelegt.
Die auf der Schnellfahrstrecke aus Richtung Göttingen verkehrenden Züge kommen aus Richtung Nordosten aus dem Rauhebergtunnel, überqueren rund 700 m weiter südwestlich parallel zur Bundesautobahn 7 auf der Werratalbrücke Hedemünden die Werra und erreichen das Nordostportal des Mündener Tunnels.

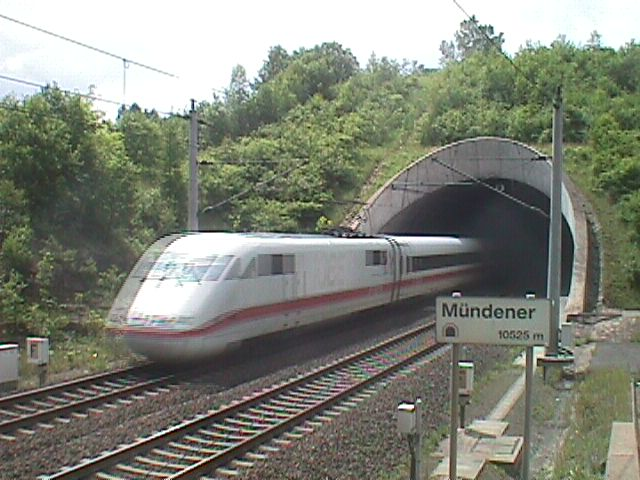
Ein ICE 1 verlässt das Nordostportal des Tunnels (1999)

Von diesem Portal führt der Tunnel in Nordost-Südwest-Richtung durch den nahe der Grundmühle befindlichen Bergsporn Mühlenberg (ca. 280 m ü. NHN), wonach er zweimal die Autobahn kreuzt. Dann verläuft er durch die Nordflanke des Heidekopfs (321,7 m), wo im Engtal des Fulda-Zuflusses Wandersteinbach nahe dem Tunnel an der Bundesstraße 496 (Franzosenbrücke; 205,4 m) die Mordsteine stehen. Während der Tunnel in diesem Bachtal unmittelbar südöstlich unterhalb der Bundesstraße vorbeiführt, unterquert er diese kurz vor dem Durchlaufen der Nordwestflanke der Lutterberger Höhe (355,1 m). Hiernach führt der Tunnel unter dem zur Fulda fließenden Rotensiegengraben entlang und verläuft durch die Nordwestflanke vom Ickelsberg (304 m).
Schließlich verlassen die Züge den Mündener Tunnel am Südwestportal, um auf einem 300 m langen Bahndamm mit integrierter Brücke das Engtal des Fulda-Zuflusses Ickelsbach zu überqueren, um unmittelbar danach südwestwärts im Mühlenkopftunnel zu verschwinden. Direkt anschließend überqueren sie auf der Fuldatalbrücke Kragenhof die Fulda in Richtung Kassel-Wilhelmshöhe.

## Tunnelbeschreibung

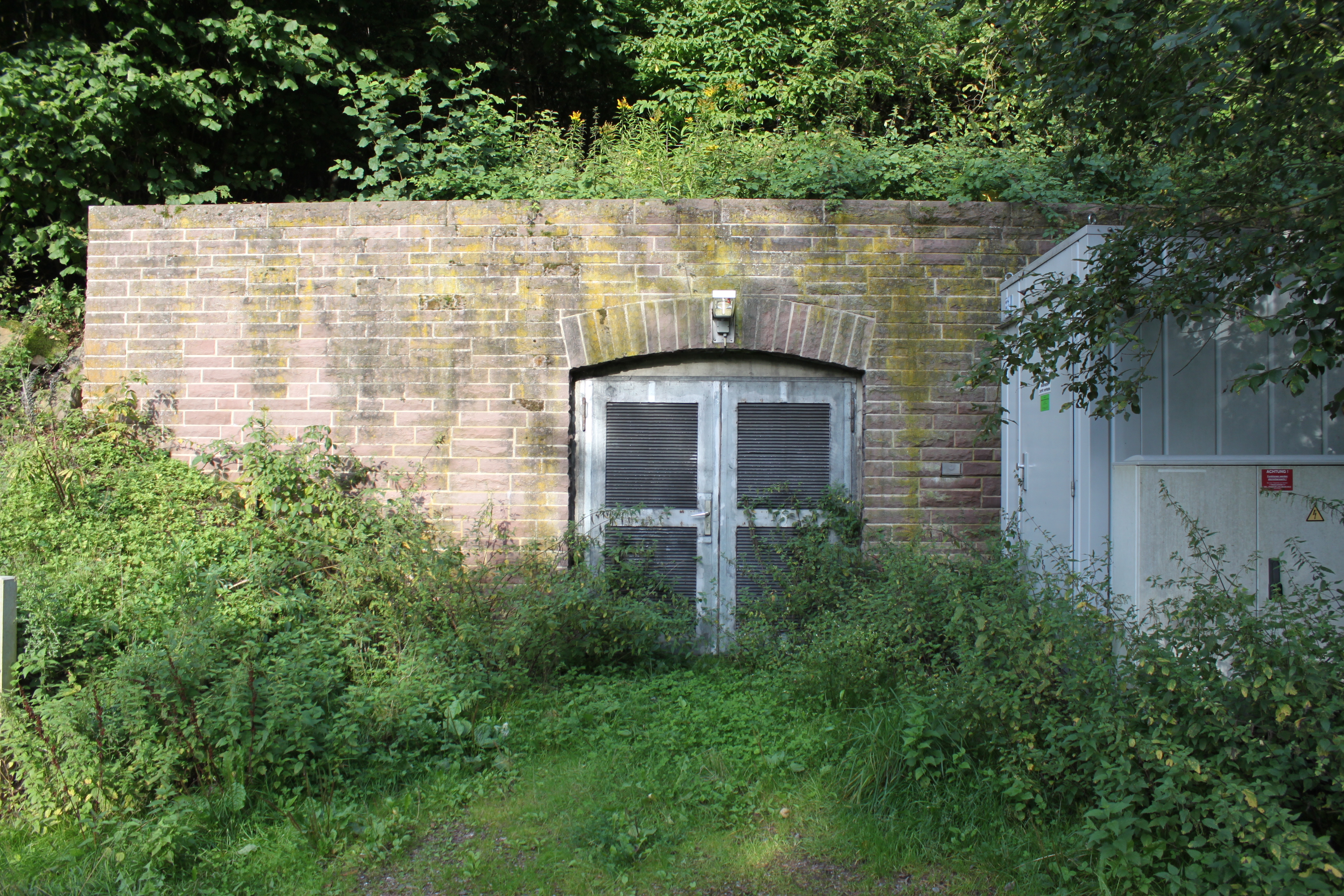
Notausgang an der Oberfläche

Der Mündener Tunnel besteht aus einer Röhre mit zwei Gleisen. Er besitzt etwa in seiner Mitte im Tal des Wandersteinbachs (Streckenkilometer 127) einen Notausgang (⊙) mit einem 15 m hohen Treppenschacht; in dessen Nähe liegt ein nachträglich angelegter Rettungsplatz (⊙). Der Tunnel kann mit maximal 250 km/h befahren werden. Im Inneren befinden sich ungefähr in den Drittelpunkten die Überleitstellen „Kattenbühl“ und „Lutterberg“. Die Gebirgsüberdeckung beträgt bis zu 175 m.
Die Trasse verläuft Richtung Südwesten zunächst in einer Rechtskurve, die in eine Linkskurve übergeht. Am Übergang zum südwestlichen Bauabschnitt (Km 128) schlägt sie einen geraden Verlauf ein. Die Gradiente fällt im nordöstlichen Bereich mit 2,391 Promille ab und flacht im mittleren und südwestlichen Teil des Abschnitts auf ein Gefälle von 1,502 Promille ab. Im Südwestabschnitt verläuft die Trasse durchgehend gerade, wobei die Gradiente mit 1,052 Promille zum Südwestportal hin abfällt.

## Geologie
Der Mündener Tunnel unterquert verschiedene Formationen des Buntsandsteins. Neben dickbankingen Sandsteinen in der Solling- und Detfurth-Folge kommen auch dünnbankige, teils blättrige, Gesteine vor.

## Geschichte

### Planung
Ursprünglich sollte die Trasse im Bereich des heutigen Mündener Tunnels in zwei Tunneln verlaufen, die mit einer Talbrücke miteinander verbunden worden wären. Im Nordosten sollte dabei der 5.580 m lange Tunnel Mündener Staatsforst, im Südwesten der 4.440 m lange Tunnel Lutterberg vorgetrieben werden. Dazwischen sollte die 125 m lange, vierfeldrige Talbrücke Wandersteinbachtal errichtet werden. Die Gradiente wäre dabei in der nordöstlichen Röhre nach Südwesten hin um 38 m bis zum Wandersteinbachtal angestiegen, um anschließend in der südwestlichen Röhre um 58 m bis zur Fuldatalbrücke abzufallen.
Die Brücke, die in einem der ältesten deutschen Naturparks gelegen hätte, wurde im Rahmen der Planabstimmung mit der Stadt Münden und dem Landkreis Göttingen verworfen, nachdem das Land Niedersachsen im Raumordnungsbeschluss zuvor eine Minimierung der Eingriffe in Natur und Landschaft verlangt hatte. Auch eine kürzere, dreifeldrige Brücke wurde abgelehnt, später auch ein Erddamm mit drei Durchlässen. Schließlich wurde der Höhenverlauf der Strecke in diesem Bereich um 30 m abgesenkt und das Tal des Wandersteinbachs, das von der B 496 gekreuzt wird, in einem in offener Bauweise erstellten Tunnelabschnitt unterquert. Die beiden Röhren verschmolzen dadurch zu einer. Nachteile dieser Lösung waren unter anderem erschwerte Zugangsmöglichkeiten für Wartung und Bau sowie der notwendige Aushub einer 20 bis 40 m tiefen Baugrube in den beengten Verhältnissen des Steinbachtals.
Als weitere Schwierigkeit ergab sich laut Bahnangaben die Forderung der Planfeststellung, die Wasserversorgung der Stadt Münden, deren Wassergewinnung im Bereich des Hauptzugangspunkts lag, vor Baubeginn neu geregelt werden musste. Dadurch sei der Tunnel zum kritischen Element in der Inbetriebnahme des Streckenabschnitts zwischen Hannover und Kassel geworden.

### Vergabe
Aufgrund seiner großen Länge wurde der Tunnel in zwei Baulose aufgeteilt und an zwei verschiedene Auftragnehmer vergeben: Der Bauabschnitt Nord macht mit 7.980 m Länge (km 121,0–129,0) den Großteil der Röhre aus, der südwestliche ist mit 2.545 m (km 129,0–131,5) kürzer, schließt allerdings den südwestlich anschließenden Mühlenkopftunnel mit ein.
Zum Anschlag der Röhre, im Oktober 1983, lag die geplante Länge noch bei 10.400 m.

### Bau

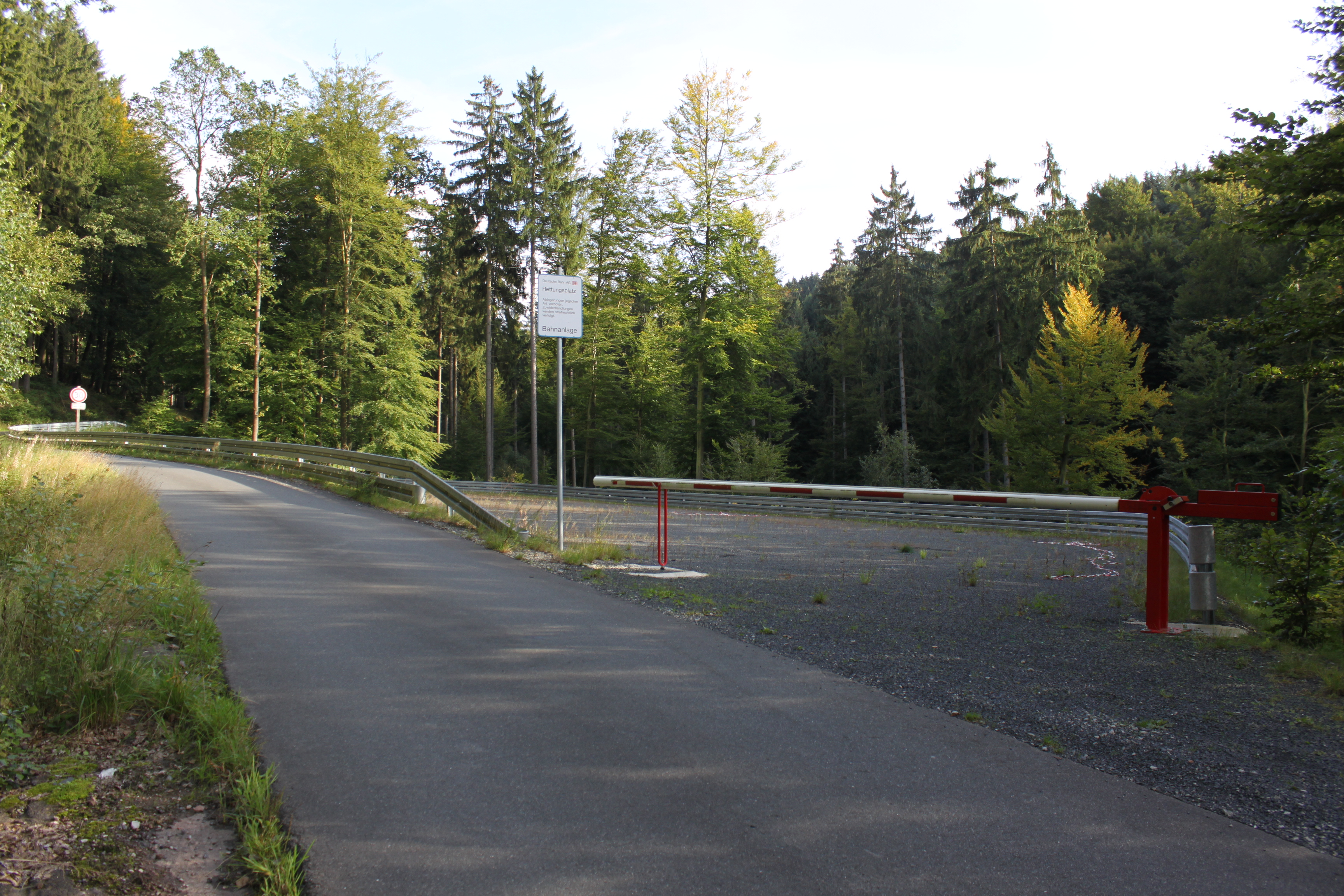
Rettungsplatz in der Nähe des etwa bei der Tunnelmitte befindlichen Notausgangs

Die Bauarbeiten des Mündener Tunnels fanden zwischen Juli 1983 und Juli 1989 statt.
Sie begannen im Juli 1983 am Südwestportal. Mit dem Tunnelanschlag des Südwestportals im Ickelsbachtal sowie des benachbarten Mühlenkopftunnels wurden am 27. Oktober 1983 die Bauarbeiten im Streckenabschnitt zwischen Kassel und Göttingen offiziell eingeleitet. Rund 1.000 Zuschauer wohnten der Zeremonie bei, bei der die beiden Tunnelpatinnen gemeinsam mit einem Knopf die erste Sprengung auslösten. Zu den Gästen zählte auch Ernst Albrecht, der damalige niedersächsische Ministerpräsident. Die Patenschaft hatte seine Ehefrau, Heide-Adele Albrecht, übernommen.
Für den Vortrieb aus dem Werratal war ein Bohr- und Sprengvortrieb vorgesehen. Die Innenschale sollte bis Oktober 1986 mit 78.000 m³ Spritzbeton und 50.000 m³ Stahlbeton gesichert werden (Stand: 1983). Rund 700.000 m³ Ausbruchs- und Aushubmaterial war erwartet worden, die in einer Deponie und einem Bahndamm abgelagert werden sollten.
Für die Bewetterung wurden vier Schächte von 94 bis 130 m Tiefe abgeteuft.
Für den 7,98 km langen Hauptvortrieb wurden 1,7 Millionen Kubikmeter Ausbruchsmassen bewegt, 12.000 t Bewehrungsstahl, 200.000 m³ Spritzbeton sowie 270.000 m³ Ortbeton eingebaut. Am Zwischenangriff wurden die Aushubmassen von Lkw über eine serpentinenartige Zufahrt abgefahren. Insgesamt 1,2 Millionen Kubikmeter Ausbruchsmaterial wurden am 2,5 km entfernten oberen Ende des Steinbachtals abgelagert. Der dort zuvor liegende Fichtenwald wurde auf einer Fläche von 21 Hektar dabei in ein Feuchtgebiet umgewandelt. Das zuvor beinahe ebene Gelände wurde dabei um bis zu 20 m angehoben.
Etwa in der Mitte des Tunnels (bei km 126,7) wurde im Bereich des Wandersteinbachtals ein Zwischenangriffspunkt errichtet, von dem aus in nordöstlicher und südwestlicher Richtung vorgetrieben wurde. In dem in offener Bauweise angelegten Zwischenabschnitt verblieb eine ständige Zugangsmöglichkeit zum Tunnel. Da die Gradiente der Strecke im Bereich des Zwischenangriffs nur wenige Meter unter dem Bett des Wandersteinbachs lag, wurde dieser zeitweise auf 250 m Länge in einer Druckrohrleitung von zwei Metern Durchmesser um die Baugrube herumgeführt.
Ab April 1985 wurde darüber hinaus, auf 500 m Länge, aus dem Werratal zeitweise ein Gegenvortrieb gefahren.
So konnte der Tunnelvortrieb von drei Stellen aus, den beiden Portalen und dem Mittelteil, erfolgen. Der letzte Durchschlag wurde am 6. Oktober 1988 gefeiert. Es war gleichzeitig der letzte Tunneldurchschlag der 61 Tunnel der Schnellfahrstrecke. Am 2. November 1989 erfolgte die symbolische Verschweißung des letzten Gleises im Abschnitt Göttingen–Kassel, der so genannte Lückenschluss, im Mündener Tunnel. Ein 60 m langes Gleisstück wurde von sechs Gleisbaumaschinen eingesetzt, die von Vertretern Niedersachsens, des Landkreises Göttingen, der Stadt Hann. Münden und der Bundesbahn zeitgleich bedient wurden. Zuvor waren die Tunnelbauarbeiten von Tunnelpatin Albrecht offiziell beendet worden.
Im Nordabschnitt fielen 990.000 m³ Tunnelausbruch an, für die Voreinschnitte wurde 125.000 m³ Material abgetragen. 205.000 m³ Beton und 9.600 t Stahl wurden verbaut. Die Bausumme (Stand: 1987) für dieses Los lag bei 160 Millionen D-Mark. Mit der Bauausführung beauftragt waren die Unternehmen Dyckerhoff & Widmann AG (Frankfurt am Main) und Bilfinger + Berger AG (Hannover).
Im Südwestabschnitt – einschließlich des Mühlenkopftunnels – fielen 520.000 m³ Tunnel-Ausbruchsmassen sowie 220.000 m³ aus den Voreinschnitten an. Insgesamt wurden 135.000 m³ Beton und 4.400 t Stahl aufgewendet. Die geplante Bausumme wurde ursprünglich mit 120 Millionen D-Mark beziffert. Die Ausbruchsmassen wurden teilweise für den Bau von Dämmen sowie zur Deponierung aufgewendet. Der übrige Abraum wurde auf den nahen Hochlagen des Kaufunger Walds aufgeschüttet; die auf diese Weise entstandene Kuppe heißt Hühnerfeldberg.
Mit der Bauausführung des südlichen Loses, einschließlich des Mühlenkopftunnels, waren die Unternehmen E. Heitkamp GmbH (Herne), Gesteins- und Tiefbau GmbH (Recklinghausen) und Sachtleben Bergbau GmbH (Lennestadt) beauftragt.
Als ökologische Ausgleichsmaßnahmen für den Bau des Mündener und des benachbarten Mühlenkopftunnels entstand oberhalb der Neubaustrecke ein Feuchtgebiet von rund einem halben Hektar Fläche. Zusätzlich finanzierte die Bundesbahn auf Forderung des Kreises Göttingen ein neues Feuchtgebiet im Staufenberger Ortsteil Nienhagen als Ersatzmaßnahme. Mehrere Naturschutzverbände hatten gefordert, eine Brücke an Stelle des Damms im Ickelsbachtal zu errichten.

### Fertigstellung und Inbetriebnahme
Das Bauwerk wurde Ende Juli 1989 im Rohbau fertiggestellt. Am 29. Mai 1991 wurde der Mündener Tunnel zusammen mit dem Neubaustrecken-Abschnitt Hannover−Fulda in Betrieb genommen. Die Tunnelbaukosten betrugen rund 200 Millionen DM.

### Betrieb
In die Sanierung des Streckenabschnitts Kassel–Göttingen, zwischen dem 23. April 2021 bis 16. Juli 2021, war auch der Tunnel einbezogen.